# Amen
 Ovo je glavno značenje pojma Amen. Za druga značenja pogledajte Amen (razdvojba).
Amen je riječ potvrđivanja. 
Heb. «doista». Svečani izraz potvrđivanja koji su najprije upotrebljavali Izraelci starozavjetnoga vremena da bi izrazili svoje prianjanje uz Božje zapovijedi. Apostolska zajednica kasnije ga je usvojila i upotrebljavala u Svetom pismu i liturgiji.
Taj izraz često se koristi u Knjizi Otkrivenja, koja govori o Isusu kao «Amenu» (Otk 3,14). Ključna liturgijska uporaba tog izraza odvija se na kraju euharistijske molitve, kada ga zajednica pjeva nekoliko puta. 
Koristi se na kraju molitve, kod prisega ili kao izraz potvrđivanja.